# Kerolin Nicoli Israel Ferraz
Kerolin Nicoli Israel Ferraz, citata semplicemente come Kerolin (Bauru, 17 novembre 1999), è una calciatrice brasiliana, centrocampista del Manchester City e della nazionale brasiliana.

## Statistiche

### Presenze e reti nei club
Statistiche (parziali) aggiornate al 10 maggio 2025.
| Stagione                      | Squadra                       | Campionato                    | Campionato | Campionato | Coppe nazionali | Coppe nazionali | Coppe nazionali | Coppe continentali | Coppe continentali | Coppe continentali | Altre coppe | Altre coppe | Altre coppe | Totale | Totale | Totale |
| Stagione                      | Squadra                       | Comp                          | Pres       | Reti       | Comp            | Pres            | Reti            | Comp               | Pres               | Reti               | Comp        | Pres        | Reti        | Pres   | Reti   |        |
| ----------------------------- | ----------------------------- | ----------------------------- | ---------- | ---------- | --------------- | --------------- | --------------- | ------------------ | ------------------ | ------------------ | ----------- | ----------- | ----------- | ------ | ------ | ------ |
| gen.-giu. 2021                | Madrid CFF                    | PD                            | 10         | 1          | CR              | 1               | 0               | -                  | -                  | -                  | -           | -           | -           | 11     | 1      |        |
| lug.-dic. 2021                | Madrid CFF                    | PD                            | 14         | 4          | CR              | 0               | 0               | -                  | -                  | -                  | -           | -           | -           | 14     | 4      |        |
| Totale Madrid CFF             | Totale Madrid CFF             | Totale Madrid CFF             | 24         | 5          | -               | 1               | 0               | -                  | -                  | -                  | -           | -           | -           | 25     | 5      |        |
| 2022                          | North Carolina Courage        | NWSL                          | 13         | 6          | CC              | 5               | 1               | -                  | -                  | -                  | -           | -           | -           | 28     | 0      |        |
| 2023                          | North Carolina Courage        | NWSL                          | 19         | 10         | CC              | 5               | 1               | -                  | -                  | -                  | -           | -           | -           | 24     | 11     |        |
| 2024                          | North Carolina Courage        | NWSL                          | 5+1        | 1          | CC              | -               | -               | -                  | -                  | -                  | -           | -           | -           | -      | -      |        |
| Totale North Carolina Courage | Totale North Carolina Courage | Totale North Carolina Courage | 38         | 17         | -               | 10              | 2               | -                  | -                  | -                  | -           | -           | -           | 48     | 19     |        |
| 2024-2025                     | Manchester City               | WSL                           | 11         | 3          | CI              | 3               | 2               | UWCL               | 2                  | 0                  | CL          | 2           | 0           | 18     | 5      |        |
| Totale carriera               | Totale carriera               | Totale carriera               | .          | .          | -               | .               | .               | -                  | .                  | .                  | -           | .           | .           | .      | .      |        |

## Palmarès

### Club
- NWSL Challenge Cup: 1

North Carolina Courage: 2022

### Nazionale
- Argento olimpico: 1

Parigi 2024
- Coppa America: 2

2022, 2025
- Torneio Internacional de Futebol Feminino: 1

2021